# Сијале Пијатау
Сиале Пиутау (енгл. Siale Piutau; 13. октобар 1985) професионални је тонгански рагбиста, који тренутно игра за екипу Јамаха Јубило у јапанској лиги. Висок 185 цм, тежак 97 кг, за Каунтис Макау је одиграо 50 утакмица и дао 35 поена у ИТМ Купу. У најјачој лиги на свету одиграо је 1 меч за Чифсе и 19 утакмица за Хајлендерсе. Постигао је и 3 есеја у дресу Хајлендерса. 2012. прешао је у Јапан да игра за екипу Јамаха Јубилио. За репрезентацију Тонге одиграо је 24 утакмице и постигао 10 поена.